# Света Петка (Породин)
„Света Петка“ (на македонска литературна норма: „Света Петка“) е православна църква в битолското село Породин, югозападната част на Северна Македония. Част е от Преспанско-Пелагонийската епархия на Македонската православна църква – Охридска архиепископия. Тя е главната селска църква.

## География
Църквата се намира в централната част на селото, а около нея е разположено селското гробище.

## История и архитектура
Построена е в 1939 година върху основите на по-стар храм.

## Галерия
- Входната порта
- Поглед към църквата
- Пътят до църквата